# عفيفة فاعور
عفيفة فاعور هي إذاعية ومدبلجة لبنانية.

## عن حياتها
شاركت في الكثير من المسلسلات الأنمي المدبلجة فترة الثمانينات والتسعينات وصوتها مميز وجميل، أدت أدوار لعدة شخصيات وأيضاً أدوار رئيسية في بعضها ومنها:
نوار، راوية، هالة، كوزيت، استبان، القط ميكان .. وغيرهم.
ولقد أبدعت في جميع أدوارها وشاركت أيضاً في المسلسلات الأنمي التالية: البدايات المضيئة، كليمنتين، دانيا والعم وحيد ،
دنيا الحكاية، جزيرة الشطار ، قوس قزح (رسوم متحركة) .. وغيرهم.
و أيضاً شاركت في دبلجة المسلسلات المكسيكية.
في بداية الألفية شاركت في دبلجة المسلسلات الإيرانية.

## الدوبلاج

### رسوم متحركة
- نوار في مسلسل نوار
- راوية في مسلسل ابنتي العزيزة راوية
- آنا في مسلسل الكابتن رابح
- القط ميكان في مسلسل مذكرات ميكان
- هالة في مسلسل زهرة البراري
- كوزيت في مسلسل البؤساء

(إنتاج فرنسي قديم سنة التسعينات)
- بقبوقة في مسلسل طمطوم وأبطال الروضة الخضراء

(و أيضاً ماما خضور في بعض الحلقات)
- استبان في مسلسل الأحلام الذهبية

(و أيضاً زيا في بعض الحلقات)
- أختي + عدة شخصيات في مسلسل ينابيع المعرفة
- شوقي + عدة شخصيات في مسلسل نعنوع الدلوع
- عدة شخصيات في مسلسل الشجعان الثلاثة

### مسلسلات إيرانية
- المختار الثقفي
- يوسف الصديق
- غريب طوس بدور: طاهرة